# Svag kernekraft
Den svage kernekraft eller den svage vekselvirkning er en af de fire naturkræfter.
Den svage vekselvirkning påvirker leptoner (herunder neutrinoer) og kvarker, og den er beskrevet igennem elektrosvage teori (engelsk: electroweak theory (EWT)), som ligger grundlag for den elektrosvage kraft, der er foreningen af den svage kernekraft og den elektromagnetiske kraft. Den svage vekselvirkning er også beskrevet ved quantum flavourdynamics (QFT).
Kraften er ansvarlig for det radioaktive betahenfald, og den medieres af W-bosonerne (W+ og W-) og Z bosonen (Z0). Kraften er ca. 1013 gange svagere end den stærke kernekraft, og den har en rækkevidde på 10-16-10-17m grundet mediatorpartiklernes store masse på ca. 90 GeV. Dette skyldes Heisenbergs ubestemthedsrelation, som ikke blot angiver en grundlæggende usikkerhed i viden om en partikels position og impuls, men også i dens energi og tid.
Kraften virker mellem alle elementarladninger, men neutrinoer vekselvirker kun med andre partikler gennem denne kraft, hvilket også er årsag til at neutrinoer er reaktionstræge.
Den svage vekselvirkning er den eneste interaktion, som kan ændre en partikels flavour. I betahenfald ses dette ved, at den svage vekselvirkning omdanner en up kvark (u) til en down kvark (d) eller en down kvark (d) til en up kvark (u). Denne interaktion foregår ved udvekslingen af en virtuel W±-boson mellem en up kvark og en down kvark. Herefter henfalder W±-boson til en elektron (e-) og en antielektron-neutrino ({\displaystyle {\bar {\nu }}_{e}}), eller en positron (e+) og en elektron-neutrino ({\displaystyle \nu _{e}}). En proton består af to up kvarker og en down kvark, mens en neutron består af en down kvark og to up kvarker. Når den svage vekselvirkning kan altså omdanne en proton til en neutron, og en neutron til en proton, da den ene up eller down kvark netop er forskellen på de to nukleoner.

En protons omdannelse til en neutron gennem udsendelsen af en W+-boson.
{\displaystyle p\rightarrow n+W^{+}}
På elementarpartikelplan foregår dette gennem omdannelse af en up-kvark indeni protonen til en down kvark. Dette sker ved udsendelsen af en virtuel W+-boson, som hurtigt henfalder til en positron (e+) og en elektron-neutrino ({\displaystyle \nu _{e}}).
{\displaystyle u\rightarrow d+W^{+}}
{\displaystyle W^{+}\rightarrow e^{+}+\nu _{e}}
Denne type henfaldsreaktion kaldes β+-henfald (udtales: betaplus-henfald).

En neutrons omdannelse til en proton gennem udsendelse af en W--boson.
{\displaystyle n\rightarrow p+W^{-}}
På elementarpartikelplan foregår dette ved at en down kvar indeni neutronen omdannes til en up kvark. Dette sker ved udsendelsen af en virtuel W--boson, som hurtigt henfalder til en elektron (e-) og en antielektron-neutrino ({\displaystyle {\bar {\nu }}_{e}}).
{\displaystyle d\rightarrow u+W^{-}}
{\displaystyle W^{-}\rightarrow e^{-}+{\bar {\nu }}_{e}}
Denne type henfaldsreaktion kaldes β--henfald (udtales: betaminus-henfald).